# Fritter-Gletscher
Der Fritter-Gletscher ist ein Gletscher im ostantarktischen Viktorialand. In der Gonville and Caius Range fließt er zwischen Mount Curtiss und Mount Jensen in östlicher Richtung zum Wilson-Piedmont-Gletscher.
Das Advisory Committee on Antarctic Names benannte ihn 2000 nach Charles Taylor Fritter (1909–1970), Kapitän des Flugzeugmutterschiffs USS Curtiss, Truppentransporter bei der Operation Deep Freeze zwischen 1956 und 1957 im McMurdo-Sund.